# Bell OH-58 Kiowa
Bell OH-58 Kiowa är en amerikansk militärhelikopter baserad på den civila helikoptern Bell 206 Jet Ranger. Kiowa började användas under Vietnamkriget där den ersatte Bell AH-1 Cobra i rollen som beväpnad spaningshelikopter för de flygburna kavalleriförbanden. Därefter har den använts för spaning, eldledning, eldunderstöd och transport i ett flertal konflikter. Det som främst skiljer Kiowan från andra militära varianter av Bell 206 är det mastmonterade siktet med värmekamera och laseravståndsmätare som gör att helikoptern kan spana dold bakom kullar, träd eller byggnader.

## Bakgrund
I oktober 1960 lanserade USA:s armé konceptet Light Observation Helicopter (LOH) och begärde in offerter på helikoptrar som kunde fylla den rollen. Bell Helicopter presenterade helikoptern YOH-4. Uttagningen vanns av Hughes OH-6 Cayuse, men på grund av många tveksamheter angående hur uttagningen gått till återöppnades den 1967. Den här gången bidrog Bell med en mer kapabel modell baserad på den civila helikoptern Bell 206. Bell gick segrande ur uttagningen och fick ett kontrakt på 2 200 helikoptrar.
År 1970 lanserade armén ett nytt program kallat Advanced Scout Helicopter (ASH). Man hade redan börjat planera att ersätta Bell AH-1 Cobra med Lockheed AH-56 Cheyenne och ville därför undersöka ifall även spaningshelikoptrarna kunde moderniseras på samma sätt. Kraven var att helikoptern skulle kunna flyga dag som natt i alla väder och vara kompatibel med de nya vapensystem som höll på att utvecklas. ASH lades ned av kostnadsskäl i september 1976, men återuppväcktes igen i november 1979, fast nu under namnet Army Helicopter Improvement Program (AHIP). Till skillnad från ASH vars målsättning det var att införskaffa nya helikoptrar fokuserade AHIP i stället på att uppgradera de befintliga. Återigen stod Hughes OH-6 och Bell OH-58 mot varandra och även den här gången vann Bell, medan Hughes helikopter fick en annan roll som McDonnell Douglas MH-6 Little Bird.
Trots att specifikationen redan från början inbegrep att helikoptern skulle kunna bära vapen var det ganska ovanligt. Huvudvapnet var kamerorna i det mastmonterade siktet. Utvärderingen efter operation Prime Chance visade på behovet av tyngre beväpning även på spaningshelikoptrarna. Därför genomfördes ett modifieringsprogram där helikoptrarna fick möjlighet att bära fler vapen, bland annat Hellfire-robotar. De helikoptrar som genomgått modifieringsprogram fick ingen ny beteckning, men namnet ändrades från Kiowa till Kiowa Warrior.
Efter att Boeing-Sikorsky RAH-66 Comanche och Bell ARH-70 Arapaho lagts ned uppstod ett behov av att livstidsförlänga flottan av OH-58:or. Därför påbörjades i oktober 2010 påbörjades den senaste uppgraderingen med modernare sensorer och ny cockpit. Den uppgraderade versionen har beteckningen OH-58F.

## Användning

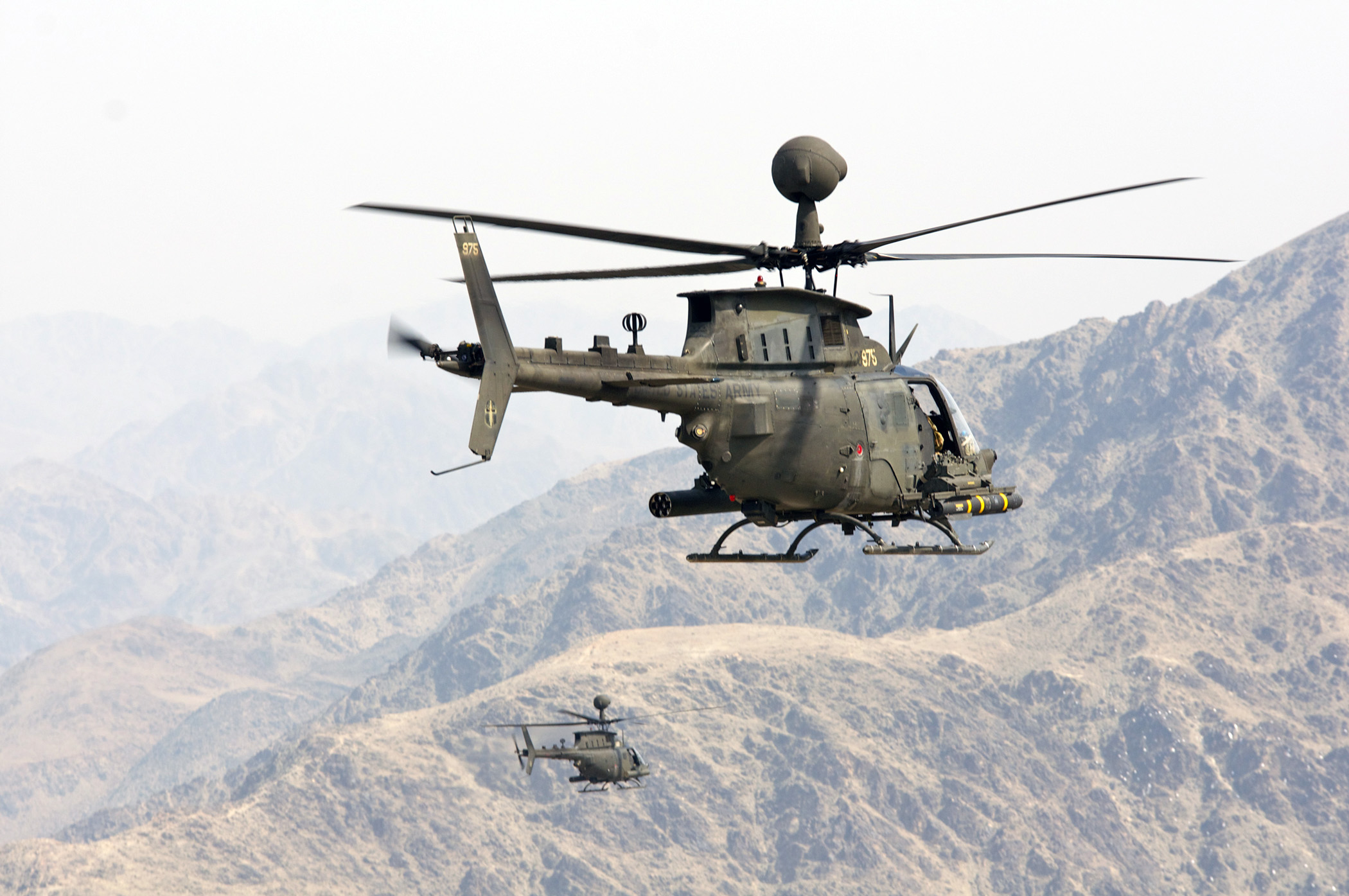
Två stycken OH-58D från 82nd Combat Aviation Brigade nära Jalalabad i Afghanistan, mars 2012. De är beväpnade med två stycken Hellfire-robotar på styrbords sida och en raketkapsel med sju strycken 70 mm Hydra-raketer på babords sida.

Den första OH-58A-helikoptern levererades till USA:S armé i maj 1969 och den 17 augusti samma år anlände de första helikoptrarna till Vietnam. Trots att OH-58 ersatte OH-6 i LOH-programmet ersatte de inte dem i fält utan de användes parallellt. Totalt 45 stycken OH-58 gick förlorade i Vietnamkriget.
År 1988 började OH-58:or att användas i operation Prime Chance där amerikanska arméhelikoptrar skyddade amerikanska oljetankers i Persiska viken och spanade på iranska flottenheter för att förhindra minering. Helikoptrarna baserades på fregatten USS Underwood, jagaren USS Conolly och den flytande basen Hercules. Operationen avslutades i september 1989.
Under USA:s invasion av Panama sköts en OH-58 ner under ett försök att storma Fort Amador i Panama. Piloten räddades men andrepiloten omkom.
Den 17 december 1994 blev en amerikansk OH-58 som förirrat sig in över nordkoreanskt territorium nedskjuten. Piloten omkom och hans kropp överlämnades fem dagar senare. Andrepiloten hölls fången i tretton dagar innan han frigavs oskadd.
OH-58:or har använts flitigt i Irakkriget och Afghanistankriget och har haft ovanligt hög tillgänglighet. Totalt 35 helikoptrar har förlorats i strid eller genom olyckor och 35 flygare har dödats.

## Varianter
För de TH-57 som används av USA:s flotta, se Bell 206.
- OH-58A – Ursprunglig variant med 317 hk motor.
- OH-58B – Exportvariant för Australien med uppgraderad motor och längre rotorblad. Tillverkade på licens av Commonwealth Aircraft Corporation.
- OH-58C – Moderniserad variant med modernare motor, IR-dämpare, platta glasrutor och större instrumentpanel kompatibel med ljusförstärkare.
- OH-58D – Moderniserad variant med modernare motor, fyrbladig rotor, mastmonterat sikte och fler vapenalternativ.
- OH-58F – Moderniserad variant med modernare sensorer och instrumentpanel.

## Fotnoter
1. ↑  Lockheed AH-56 Cheyenne lades sedermera ner, men McDonnell Douglas AH-64 Apache kom i dess ställe.